# Evangelina Thomas
Evangelina Lujan Thomas (Trelew, Provincia de Chubut, 16 de noviembre de 1991), más conocida como «Vanshi» es una atleta de Argentina, especialista en 1500 y 800 metros llanos. Actualmente es embajadora deportiva de la ciudad de Trelew.

## Biografía
Es hija de padres comerciantes y comenzó a competir pista a los 16 años, su título de campeona del Nacional de Atletismo en 800 metros lo sostuvo en la final desarrollada en la Pista "Hugo Lanasa" en Concepción, Uruguay. De niña cursó sus estudios primarios en la escuela «Luis Feldman Josin» para luego realizar sus estudios secundarios en la escuela N.º 712 «Don Santiago Estrada». [cita requerida]
En 2007 fue reconocida por el Diario Clarín con el Premio Revelación Clarín que luce las figuras más destacadas del deporte argentino.

## Carrera deportiva
El primer deporte que practicó fue hockey a los 11 años de edad que la llevó a estar cerca de formar parte de las filas del seleccionado Sub-21 Argentino "Las Leoncitas". Finalmente, no pudo lograr este objetivo por un problema en la columna vertebral.[cita requerida]
Con el objetivo de fortalecer su cuerpo, comenzó sesiones de kinesiología y natación, donde conoció a su entrenador Peto Ruiz. Él le propuso realizar su primera prueba de 1500 metros, la cual ganó y entró en el récord provincial de Chubut de la categoría cadete.
El 20 de junio de 2006 fue a competir al campeonato nacional de atletismo en el estadio Mario Alberto Kempes, más conocido como Chateau Carreras, donde rompe su marca con 4:37 minutos y vuelve a hacer récord provincial de Chubut. En el  mismo torneo hizo marca y llegó al sudamericano de la categoría menores que se realizó en Caracas, Venezuela donde se llevó la medalla de Bronce en 800 metros y Oro en 1500 metros. En este sudamericano salió campeona de 1500metros y volvió a romper su récord personal, que además la puso en el ranking argentino.
En el año 2007 clasificó al sudamericano que se realizó el mismo año en San Paulo, Brasil. En este sudamericano rompió su récord en los 1500 metros clasificó al mundial que se realizó en República Checa.
En el Campeonato Mundial Juvenil de Atletismo de 2007 que se realizó en Ostrava, República Checa, quedó 6.º con un tiempo de 4:29 minutos en 1500metros. En esta última marca superó al récord nacional argentino que estaba en vigencia desde hacía 25 años.

### Accidente
Antes de comenzar a correr realizó triatlón donde logró ganar distintas pruebas aunque las exigencias físicas eran mayores  y debía perfeccionarse en natación y bicicleta, compitió en el año 2007 en un torneo nacional y salió campeona de Argentina.[cita requerida]
Luego del torneo nacional de 2007 de Triatlón, Thomas clasificó al Campeonato Panamericano de Triatlón que se realizó en México el 19 de abril de 2008. Este campeonato fue muy cuestionado luego de que se realizara bajo condiciones climáticas agresivas que terminaron con decenas de deportistas fuera del evento. Thomas, aún con las condiciones climáticas adversas, avanzó en la largada del desafío y se encontró con olas insuperables por lo que tuvo que ser rescatada y hospitalizada. Luego del accidente, deja el triatlón para concentrarse en el atletismo y para cuidar su salud mental.

### Atletismo
En el año 2010 la atleta participó de los juegos organizados por la Organización Deportiva Suramericana (ODESUR), que se realizó en Medellín, en la que ganó la medalla de oro en los 1.500 metros femeninos.
En 2012, participó en el Torneo Nacional de Mayores y ganó las pruebas de 800m y 1500m; quedó en primer lugar en ambas carreras. El mismo año compitió el Gran Prix de mayores que se realizó en Uruguay y ganó las pruebas de 800 y 1500 metros, quedando en primer lugar en ambos desafíos.
Durante el año 2013 se realizó el Gran Prix Mayores de 800 metros en la localidad de Buenos Aires, en este torneo salió 1.º Semanas después se desarrolló el Gran Prix Mayores de 1500 metros en Mar del Plata, en este torneo también quedó en primer lugar.
En 2014 ganó las pruebas del campeonato Gran Prix Mayores de 800 y 1500 metros, quedando en primer lugar en cada competencia. 
Del año 2015 hasta el 2019, tomó un receso donde se dedicó a disfrutar su tiempo con sus seres queridos.  
En 2021 volvió a correr y se quedó con la medalla de oro con un tiempo de 2.07.54, al imponerse en la final del 101.er Campeonato Nacional de Mayores, que se realizó en Concepción del Uruguay.

## Carrera artística
Su primera aparición televisa fue a comienzos de 2017 en el reality show Combate de Canal 9 de Buenos Aires. Posteriormente comenzó a incursionar en la actuación, participando en cuatro obras de la calle Avenida Corrientes en las que actuó como vedette, villera, nena en un infantil y roquera. También formó parte del equipo de Flavio Mendoza.

## Reconocimientos
- Premio Clarín a la Revelación del Atletismo Argentino 15-11-07. Buenos Aires.
- Deportista del Año –Círculo de Periodistas Deportivos de Chubut año 2007. Trelew.
- Imagen primavera verano Ona Saez 2011
- Trofeo FAPED a la revelación deportiva 2006 Círculo de Periodistas Deportivos de Chubut. Trelew- Chubut.